# 周易六十四卦列表
卦序根据河图洛书和先后天八卦推衍而得，分上下两经。体现了“天圆地方”、“天动地静”的思想。
本列表列出《易經》所記載的周易後天六十四卦，分別為上經的三十卦及下經的三十四卦。
上下經卦名次序歌：
乾坤屯蒙需訟師，比小畜兮履泰否。
同人大有謙豫隨，蠱臨觀兮噬嗑賁。
剝復无妄大畜頤，大過坎離三十備。
咸恆遯兮及大壯，晉與明夷家人睽。
蹇解損益夬姤萃，升困井革鼎震繼。
艮漸歸妹豐旅巽，兌渙節兮中孚至。
小過既濟兼未濟，是為下經三十四。

## 上經（三十卦）

### 乾
(64)　　【卦爻之義】 ➤ （页面存档备份，存于）
1. 乾（周易六十四卦之首卦）
拼音：，注音：，中古擬音：ɡiæn
外卦（上卦）爲乾，代表天。
內卦（下卦）為乾，代表天。
所以通稱「乾爲天」。 

置於六十四卦之首、其次是象徵「地」的坤卦，序卦傳：天地定位、萬物生焉。

### 坤
(1)　　【卦爻之義】 ➤ （页面存档备份，存于）
2. 坤（周易六十四卦中第二卦）
拼音：，注音：，中古擬音：kʰuən
外卦（上卦）爲坤，代表地。 
內卦（下卦）為坤，代表地。
所以通稱「坤爲地」。 

與天共同孕育萬物之生成。序卦傳：天地定位、萬物生焉。

### 屯
(35)　　【卦爻之義】 ➤ （页面存档备份，存于）
3. 屯（周易六十四卦中第三卦）
拼音：，注音：，中古擬音：ȶiuen
外卦（上卦）爲坎，代表水。
内卦（下卦）爲震，代表雷。
所以通稱「水雷屯」。
天地定位後萬物生長，屯卦有「盈」「萬物始生」之意。

### 蒙
(18)　　【卦爻之義】 ➤ （页面存档备份，存于）
4. 蒙（周易六十四卦中第四卦）
拼音：，注音：，中古擬音：muŋ
外卦（上卦）爲艮，代表山。
内卦（下卦）爲坎，代表水。
所以通稱「山水蒙」。

象徵萬物初生，「蒙昧」的狀態。

### 需
(59)　　【卦爻之義】 ➤（页面存档备份，存于）
5. 需（周易六十四卦中第五卦）
拼音：，注音：，中古擬音：sio
外卦（上卦）爲坎，代表水。
内卦（下卦）爲乾，代表天。
所以通稱「水天需」。
依序卦傳的解釋需為「飲食之道」，指萬物啟蒙後的養育。

### 訟
(24)　　【卦爻之義】 ➤（页面存档备份，存于）
6. 訟（周易六十四卦中第六卦）
拼音：，注音：，中古擬音：zioŋ
外卦（上卦）爲乾，代表天。
内卦（下卦）爲坎，代表水。
所以通稱「天水訟」。
依序卦傳的解釋，為了飲食生活的「需」求，開始會有爭執，是為「爭訟」，是以排序在需卦之後。

### 師
(17)　　【卦爻之義】 ➤ （页面存档备份，存于）
7. 師（周易六十四卦中第七卦）
拼音：，注音：，中古擬音：ʃiɪ
外卦（上卦）爲坤，代表地。
内卦（下卦）爲坎，代表水。
所以通稱「地水師」。
師為軍隊之意、因為群眾的爭執，演變成「興兵為師」的狀況。

### 比
(3)　　【卦爻之義】 ➤ （页面存档备份，存于）
8. 比（周易六十四卦中第八卦）
拼音：，注音：，中古擬音：pjɪ
外卦（上卦）坎，代表水。
内卦（下卦）坤，代表地。
所以通稱「水地比」。
比為比鄰，親近友好之意，起兵興師後同群之人為「比」。

### 小畜
(60)　　【卦爻之義】 ➤ （页面存档备份，存于）
9. 小畜（周易六十四卦中第九卦）
拼音：，注音：，中古擬音：siæu xiuk
外卦（上卦）巽，代表風。
内卦（下卦）乾，代表天。
所以通稱「風天小畜」。
小畜有集合之意，人們親近後開始集合。

### 履
(56)　　【卦爻之義】 ➤ （页面存档备份，存于）
10. 履（周易六十四卦中第十卦）
拼音：，注音：，中古擬音：liɪ
外卦（上卦）乾，代表天。
内卦（下卦）兌，代表澤。
所以通稱「天澤履」。
履為踩踏之意，序卦傳另云：履者禮也。

### 泰
(57)　　【卦爻之義】 ➤（页面存档备份，存于）
11. 泰（周易六十四卦中第十一卦）
拼音：，注音：，中古擬音：tʰɑi
外卦（上卦）坤，代表地。
内卦（下卦）乾，代表天。
所以通稱「地天泰」。
泰為通達之意。

### 否
(8)　　【卦爻之義】 ➤ （页面存档备份，存于）
12. 否（周易六十四卦中第十二卦）
拼音：，注音：，中古擬音：piəu
外卦（上卦）乾，代表天。
内卦（下卦）坤，代表地。
所以通稱「天地否」。
否為閉「塞」之意。

### 同人
(48)　　【卦爻之義】 ➤（页面存档备份，存于）
13. 同人（周易六十四卦中第十三卦）
拼音：，注音：，中古擬音：duŋ ȵʑien
外卦（上卦）乾，代表天。
内卦（下卦）離，代表火。
所以通稱「天火同人」。
同人是「會同」・「協同」之意。

### 大有
(62)　　【卦爻之義】 ➤（页面存档备份，存于）
14. 大有（周易六十四卦中第十四卦）
拼音：，注音：，中古擬音：dɑi ɣiəu
外卦（上卦）離，代表火。
内卦（下卦）乾，代表天。
所以通稱「火天大有」。
意指大的收穫。

### 謙
(9)　　【卦爻之義】 ➤（页面存档备份，存于）
15. 謙（周易六十四卦中第十五卦）
拼音：，注音：，中古擬音：kʰɛm
外卦（上卦）坤，代表地。
内卦（下卦）艮，代表山。
所以通稱「地山謙」。
謙為謙遜之意。

### 豫
(5)　　【卦爻之義】 ➤（页面存档备份，存于）
16. 豫（周易六十四卦中第十六卦）
拼音：，注音：，中古擬音：iɔ
外卦（上卦）震，代表雷。
内卦（下卦）坤，代表地。
所以通稱「雷地豫」。
豫為喜悅之意。

### 隨
(39)　　【卦爻之義】 ➤（页面存档备份，存于）
17. 隨（周易六十四卦中第十七卦）
拼音：，注音：，中古擬音：ziuɛ
外卦（上卦）兌，代表澤。
内卦（下卦）震，代表雷。
所以通稱「澤雷隨」。
隨為跟隨之意。

### 蠱
(26)　　【卦爻之義】 ➤（页面存档备份，存于）
18. 蠱（周易六十四卦中第十八卦）
拼音：，注音：，中古擬音：ko
（中古擬音：kox）
外卦（上卦）艮，代表山。
内卦（下卦）巽，代表風。
所以通稱「山風蠱」。
蠱，為「腐敗」之意。

### 臨
(49)　　【卦爻之義】 ➤（页面存档备份，存于）
19. 臨（周易六十四卦中第十九卦）
拼音：，注音：，中古擬音：liem
外卦（上卦）坤，代表地。
内卦（下卦）兌，代表澤。
所以通稱「地澤臨」。
臨者，臨近之意。

### 觀
(4)　　【卦爻之義】 ➤（页面存档备份，存于）
20. 觀（周易六十四卦中第廿卦）
拼音：，注音：，中古擬音：kuɑn
外卦（上卦）巽，代表風。
内卦（下卦）坤，代表地。
所以通稱「風地觀」。
觀者，觀看之意。

### 噬嗑
(38)　　【卦爻之義】 ➤（页面存档备份，存于）
21. 噬嗑（周易六十四卦中第廿一卦）
拼音：，注音：，中古擬音：dʑiæi ɣɑp
外卦（上卦）離，代表火。
内卦（下卦）震，代表雷。
所以通稱「火雷噬嗑」。
噬嗑為咬之意。

### 賁
(42)　　【卦爻之義】 ➤（页面存档备份，存于）
22. 賁（周易六十四卦中第廿二卦）
拼音：，注音：，中古擬音：piɛ
外卦（上卦）艮，代表山。
内卦（下卦）離，代表火。
所以通稱「山火賁」。
賁者飾也、裝飾，修飾之意。

### 剝
(2)　　【卦爻之義】 ➤（页面存档备份，存于）
23. 剝（周易六十四卦中第廿三卦）
拼音：，注音：，中古擬音：pɔk
外卦（上卦）艮，代表山。
内卦（下卦）坤，代表地。
所以通稱「山地剝」。
剝為「剝」落之意。

### 復
(33)　　【卦爻之義】 ➤（页面存档备份，存于）
24. 復（周易六十四卦中第廿四卦）
拼音：，注音：，中古擬音：biuk
外卦（上卦）坤，代表地。
内卦（下卦）震，代表雷。
所以通稱「地雷復」。
復者，回「復」之意。

### 无妄
(40)　　【卦爻之義】 ➤（页面存档备份，存于）
25. 无妄（周易六十四卦中第廿五卦）
拼音：，注音：，中古擬音：mio miuɑŋ
外卦（上卦）乾，代表天。
内卦（下卦）震，代表雷。
所以通稱「天雷无妄」。
妄與誠相反，虛偽的意思；无妄，即不虛偽。无妄也是无妄之灾之意。
无妄的「无」字雖然通「無」，但在《藝苑雄黃》、《玉篇》稱《易經》正文「無」皆作「无」，所以「无」不能轉寫成「無」。此外，「于」、「凶」字也同理，在《易經》內的「於」、「兇」字皆為「于」、「凶」。

### 大畜
(58)　　【卦爻之義】 ➤（页面存档备份，存于）
26. 大畜（周易六十四卦中第廿六卦）
拼音：，注音：，中古擬音：dɑi xiuk
外卦（上卦）艮，代表山。
内卦（下卦）乾，代表天。
所以通稱「山天大畜」。
為「豐收」之意。

### 頤
(34)　　【卦爻之義】 ➤（页面存档备份，存于）
27. 頤（周易六十四卦中第廿七卦）
拼音：，注音：，中古擬音：ie
外卦（上卦）艮，代表山。
内卦（下卦）震，代表雷。
所以通稱「山雷頤」。
頤為下顎，引申為吞噬之意，亦有「頤養」之意。

### 大過
(31)　　【卦爻之義】 ➤（页面存档备份，存于）
28. 大過（周易六十四卦中第廿八卦）
拼音：，注音：，中古擬音：dɑi kuɑ
外卦（上卦）兌，代表澤。
内卦（下卦）巽，代表風。
所以通稱「澤風大過」。
有超越太多、「過猶不及」之意。

### 坎
(19)　　【卦爻之義】 ➤（页面存档备份，存于）
29. 坎（周易六十四卦中第廿九卦）
拼音：，注音：，中古擬音：kʰɒm
外卦（上卦）坎，代表水。
内卦（下卦）坎，代表水。
所以通稱「坎爲水」。
意為水窪、「坎」陷之意。

### 離
(46)　　【卦爻之義】 ➤（页面存档备份，存于）
30. 離（周易六十四卦中第卅卦）
拼音：，注音：，中古擬音：liɛ
外卦（上卦）離，代表火。
内卦（下卦）離，代表火。
所以通稱「離爲火」。
亦有「麗」之意，「離」字跟「渙卦」所說的「離」意思不同，有「依附」的意思。

## 下經（三十四卦）

### 咸
(15)　　【卦爻之義】 ➤（页面存档备份，存于）
31. 咸（周易六十四卦中第卅一卦）
拼音：，注音：，中古擬音：ɣɐm
外卦（上卦）兌，代表澤。
内卦（下卦）艮，代表山。
所以通稱「澤山咸」。
為「交感」，互相連結之意。

### 恆
(29)　　【卦爻之義】 ➤
32. 恆（周易六十四卦中第卅二卦）
拼音：，注音：，中古擬音：ɣəŋ
外卦（上卦）震，代表雷。
内卦（下卦）巽，代表風。
所以通稱「雷風恆」。
恆者，「永恆」之意。

### 遯
(16)　　【卦爻之義】 ➤（页面存档备份，存于）
33. 遯（周易六十四卦中第卅三卦）
拼音：，注音：，中古擬音：duən
外卦（上卦）乾，代表天。
内卦（下卦）艮，代表山。
所以通稱「天山遯」。
序卦傳云：遯者，退也。「隱匿」之意。

### 大壯
(61)　　【卦爻之義】 ➤（页面存档备份，存于）
34. 大壯（周易六十四卦中第卅四卦）
拼音：，注音：，中古擬音：dɑ tʃiɑŋ
外卦（上卦）震，代表雷。
内卦（下卦）乾，代表天。
所以通稱「雷天大壯」。
為「陽剛壯盛」之意。

### 晉
(6)　　【卦爻之義】 ➤（页面存档备份，存于）
35. 晉（周易六十四卦中第卅五卦）
拼音：，注音：，中古擬音：tsien
外卦（上卦）離，代表火。
内卦（下卦）坤，代表地。
所以通稱「火地晉」。
序卦傳云：晉者，進也。是「進步」的象徵。

### 明夷
(41)　　【卦爻之義】 ➤（页面存档备份，存于）
36. 明夷（周易六十四卦中第卅六卦）
拼音：，注音：，中古擬音：miaŋ iɪ
外卦（上卦）坤，代表地。
内卦（下卦）離，代表火。
所以通稱「地火明夷」。
序卦傳云：夷者，傷也。乃光明受到損傷，是故為「黑暗」之象。

### 家人
(44)　　【卦爻之義】 ➤（页面存档备份，存于）
37. 家人（周易六十四卦中第卅七卦）
拼音：，注音：，中古擬音：ka ȵʑien
外卦（上卦）巽，代表風。
内卦（下卦）離，代表火。
所以通稱「風火家人」。
序卦傳云：家人，內也。為「齊家」之象。

### 睽
(54)　　【卦爻之義】 ➤（页面存档备份，存于）
38. 睽（周易六十四卦中第卅八卦）
拼音：，注音：，中古擬音：kʰuɛi
外卦（上卦）離，代表火。
内卦（下卦）兌，代表澤。
所以通稱「火澤睽」。
序卦傳云：睽者，乖也。為「乖違、違背」之象。

### 蹇
(11)　　【卦爻之義】 ➤（页面存档备份，存于）
39. 蹇（周易六十四卦中第卅九卦）
拼音：，注音：，中古擬音：kiɐn
外卦（上卦）坎，代表水。
内卦（下卦）艮，代表山。
所以通稱「水山蹇」。
序卦傳：蹇者，難也。為「艱難」之意。

### 解
(21)　　【卦爻之義】 ➤（页面存档备份，存于）
40. 解（周易六十四卦中第四十卦）
拼音：，注音：，中古擬音：kæi
外卦（上卦）震，代表雷。
内卦（下卦）坎，代表水。
所以通稱「雷水解」。
序卦傳：解者，緩也。乃「消除、緩和」之意。

### 損
(50)　　【卦爻之義】 ➤ （页面存档备份，存于）
41. 損（周易六十四卦中第四十一卦）
拼音：，注音：，中古擬音：suən
外卦（上卦）艮，代表山。
内卦（下卦）兌，代表澤。
所以通稱「山澤損」。
損，為「減損」之意。

### 益
(36)　　【卦爻之義】 ➤（页面存档备份，存于）
42. 益（周易六十四卦中第四十二卦）
拼音：，注音：，中古擬音：ʔjæk
外卦（上卦）巽，代表風。
内卦（下卦）震，代表雷。
所以通稱「風雷益」。
益者，「利益」之意。

### 夬
(63)　　【卦爻之義】 ➤（页面存档备份，存于）
43. 夬（周易六十四卦中第四十三卦）
拼音：，注音：，中古擬音：kwad
外卦（上卦）兌，代表澤。
内卦（下卦）乾，代表天。
所以通稱「澤天夬」。
夬者，決者。為「決裂」之意。

### 姤
(32)　　【卦爻之義】 ➤（页面存档备份，存于）
44. 姤（周易六十四卦中第四十四卦）
拼音：，注音：，中古擬音：kəu
外卦（上卦）乾，代表天。
内卦（下卦）巽，代表風。
所以通稱「天風姤」。
序卦傳所言：姤，遇也，柔遇剛也。為「相遇、邂逅」之意。

### 萃
(7)　　【卦爻之義】 ➤（页面存档备份，存于）
45. 萃（周易六十四卦中第四十五卦）
拼音：，注音：，中古擬音：dziuɪ
外卦（上卦）兌，代表澤。
内卦（下卦）坤，代表地。
所以通稱「澤地萃」。
序卦傳：萃者，聚也。為「匯聚」之象。

### 升
(25)　　【卦爻之義】 ➤（页面存档备份，存于）
46. 升（周易六十四卦中第四十六卦）
拼音：，注音：，中古擬音：ɕieŋ
外卦（上卦）坤，代表地。
内卦（下卦）巽，代表風。
所以通稱「地風升」。
序卦傳所言：聚而上者，謂之升。為「上升」之象。

### 困
(23)　　【卦爻之義】 ➤ （页面存档备份，存于）
47. 困（周易六十四卦中第四十七卦）
拼音：，注音：，中古擬音：kʰuən
外卦（上卦）兌，代表澤。
内卦（下卦）坎，代表水。
所以通稱「澤水困」。
為「受圍困」之象。

### 井
(27)　　【卦爻之義】 ➤（页面存档备份，存于）
48. 井（周易六十四卦中第四十八卦）
拼音：，注音：，中古擬音：tsiæŋ
外卦（上卦）坎，代表水。
内卦（下卦）巽，代表風。
所以通稱「水風井」。
為用木桶汲井水之象。代表能「養生民而無窮」。

### 革
(47)　　【卦爻之義】 ➤ （页面存档备份，存于）
49. 革（周易六十四卦中第四十九卦）
拼音：，注音：，中古擬音：kɐk
外卦（上卦）兌，代表澤。
內卦（下卦）離，代表火。
所以通稱「澤火革」。
序卦傳所言：革，去故也。為「改革、革新、革命」之象。

### 鼎
(30)　　【卦爻之義】 ➤ （页面存档备份，存于）
50. 鼎（周易六十四卦中第五十卦）
拼音：，注音：，中古擬音：tɛŋ
外卦（上卦）離，代表火。
内卦（下卦）巽，代表風。
所以通稱「火風鼎」。
序卦傳所言：鼎，取新也。為「鼎新」之意。

### 震
(37)　　【卦爻之義】 ➤ （页面存档备份，存于）
51. 震（周易六十四卦中第五十一卦）
拼音：，注音：，中古擬音：tɕien
外卦（上卦）震，代表雷。
内卦（下卦）震，代表雷。
所以通稱「震爲雷」。
序卦傳：震者，「動」也。

### 艮
(10)　　【卦爻之義】 ➤ （页面存档备份，存于）
52. 艮（周易六十四卦中第五十二卦）
拼音：，注音：，中古擬音：kən
外卦（上卦）艮，代表山。
内卦（下卦）艮，代表山。
所以通稱「艮爲山」。
艮者，止也。有「高山靜止不動、不動如山」之意。

### 漸
(12)　　【卦爻之義】 ➤ （页面存档备份，存于）
53. 漸（周易六十四卦中第五十三卦）
拼音：，注音：，中古擬音：dziæm
外卦（上卦）巽，代表風。
内卦（下卦）艮，代表山。
所以通稱「風山漸」。
序卦傳：漸者，進也。為「漸進」之意。

### 歸妹
(53)　　【卦爻之義】 ➤ （页面存档备份，存于）
54. 歸妹（周易六十四卦中第五十四卦）
拼音：，注音：，中古擬音：kiuəi muɒi
外卦（上卦）震，代表雷。
内卦（下卦）兌，代表澤。
所以通稱「雷澤歸妹」。
序卦傳云：歸妹，女之終也。形容「女子出嫁」。

### 豐
(45)　　【卦爻之義】 ➤ （页面存档备份，存于）
55. 豐（周易六十四卦中第五十五卦）
拼音：，注音：，中古擬音：pʰiuŋ
外卦（上卦）震，代表雷。
内卦（下卦）離，代表火。
所以通稱「雷火豐」。
為「豐盛」之意。

### 旅
(14)　　【卦爻之義】 ➤ （页面存档备份，存于）
56. 旅（周易六十四卦中第五十六卦）
拼音：，注音：，中古擬音：liɔ
外卦（上卦）離，代表火。
内卦（下卦）艮，代表山。
所以通稱「火山旅」。
為「探索」之意。

### 巽
(28)　　【卦爻之義】 ➤ （页面存档备份，存于）
57. 巽（周易六十四卦中第五十七卦）
拼音：，注音：，中古擬音：suən
外卦（上卦）巽，代表風。
内卦（下卦）巽，代表風。
所以通稱「巽爲風」。
序卦傳云：巽者，入也。象徵風「無孔不入」的特性。

### 兌
(55)　　【卦爻之義】 ➤ （页面存档备份，存于）
58. 兌（周易六十四卦中第五十八卦）
拼音：，注音：，中古擬音：duɑi
外卦（上卦）兌，代表澤。
内卦（下卦）兌，代表澤。
所以通稱「兌爲澤」。
序卦傳云：兌者，悅也。代表「喜悅」之意。

### 渙
(20)　　【卦爻之義】 ➤ （页面存档备份，存于）
59. 渙（周易六十四卦中第五十九卦）
拼音：，注音：，中古擬音：xuɑi
外卦（上卦）巽，代表風。
内卦（下卦）坎，代表水。
所以通稱「風水渙」。
序卦傳：渙者，離散也。有「渙散」的意思。

### 節
(51)　　【卦爻之義】 ➤ （页面存档备份，存于）
60. 節（周易六十四卦中第六十卦）
拼音：，注音：，中古擬音：tsɛt
外卦（上卦）坎，代表水。
内卦（下卦）兌，代表澤。
所以通稱「水澤節」。
序卦傳：節，止也。有「節止」、「節制」之意。

### 中孚
(52)　　【卦爻之義】 ➤ （页面存档备份，存于）
61. 中孚（周易六十四卦中第六十一卦）
拼音：，注音：，中古擬音：ȶiuŋ pʰio
外卦（上卦）巽，代表風。
内卦（下卦）兌，代表澤。
所以通稱「風澤中孚」。
序卦傳：中孚，中孚，信也。代表「誠信」之意。

### 小過
(13)　　【卦爻之義】 ➤（页面存档备份，存于）
62. 小過（周易六十四卦中第六十二卦）
拼音：，注音：，中古擬音：siæu kuɑ
外卦（上卦）震，代表雷。
内卦（下卦）艮，代表山。
所以通稱「雷山小過」。
為「稍有過失」之意。

### 既濟
(43)　　【卦爻之義】 ➤（页面存档备份，存于）
63. 既濟（周易六十四卦中第六十三卦）
拼音：，注音：，中古擬音：kiəi tsɛi
外卦（上卦）坎，代表水。
内卦（下卦）離，代表火。
所以通稱「水火既濟」。
序卦傳云：既濟，定也，有安定之象。

### 未濟
(22)　　【卦爻之義】 ➤（页面存档备份，存于）
64. 未濟（周易六十四卦中第六十四卦）
拼音：，注音：，中古擬音：miuəi tsɛi
外卦（上卦）離，代表火。
内卦（下卦）坎，代表水。
所以通稱「火水未濟」。
代表「事未成」之意。

## 外部連結
- YouTube上的易经的奥秘（九）解读乾卦（百家讲坛官方频道）
- YouTube上的易经的奥秘（十）解读坤卦（百家讲坛官方频道）
- YouTube上的易经的奥秘（十一）乾坤人生（百家讲坛官方频道）